# Krisztián Bártfai
Krisztián Bártfai, född den 16 juli 1974 i Vác, Ungern, är en ungersk kanotist.
Han tog OS-brons på K-2 1000 meter i samband med de olympiska kanottävlingarna 2000 i Sydney.